# Kukherd
Kūkherd (farsi  بخش كوخرد) è una città dello shahrestān di Bastak, circoscrizione di Kukherd, nella provincia di Hormozgan. Aveva, nel 2006, una popolazione di 3.144 abitanti.
A sud della città scorre il fiume Mehran ed è un punto di sosta di uccelli migratori, quali il fenicottero, con attività di birdwatching.
La zona desertica e con poche precipitazioni ha sviluppato l'agricoltura grazie alla costruzione di ben 5 dighe. Ci sono inoltre numerose cisterne tradizionali per l'acqua potabile, le cosiddette āb anbār (آب انبار), o berka (بركه) nel locale dialetto lari.